# Gran Premi d'Alemanya del 2008
La cursa del Gran Premi d'Alemanya de Fórmula 1 és la desena cursa de la temporada 2008 i s'ha disputat al Circuit de Hockenheim a Hockenheim el 20 de juliol del 2008.

## Qualificació per la graella
| Pos | No | Pilot                | Constructor           | Part 1   | Part 2   | Part 3   | Pos. final |
| --- | -- | -------------------- | --------------------- | -------- | -------- | -------- | ---------- |
| 1   | 22 | Lewis Hamilton       | McLaren - Mercedes    | 1:15.218 | 1:14.603 | 1:15.666 | 1          |
| 2   | 2  | Felipe Massa         | Ferrari               | 1:14.921 | 1:14.747 | 1:15.859 | 2          |
| 3   | 23 | Heikki Kovalainen    | McLaren - Mercedes    | 1:15.476 | 1:14.855 | 1:16.143 | 3          |
| 4   | 11 | Jarno Trulli         | Toyota                | 1:15.560 | 1:15.122 | 1:16.191 | 4          |
| 5   | 5  | Fernando Alonso      | Renault               | 1:15.917 | 1:14.943 | 1:16.385 | 5          |
| 6   | 1  | Kimi Räikkönen       | Ferrari               | 1:15.201 | 1:14.949 | 1:16.389 | 6          |
| 7   | 4  | Robert Kubica        | BMW Sauber            | 1:15.985 | 1:15.109 | 1:16.521 | 7          |
| 8   | 10 | Mark Webber          | Red Bull - Renault    | 1:15.900 | 1:15.481 | 1:17.014 | 8          |
| 9   | 15 | Sebastian Vettel     | Toro Rosso - Ferrari  | 1:15.532 | 1:15.420 | 1:17.244 | 9          |
| 10  | 9  | David Coulthard      | Red Bull - Renault    | 1:15.975 | 1:15.338 | 1:17.503 | 10         |
| 11  | 12 | Timo Glock           | Toyota                | 1:15.560 | 1:15.508 |          | 11         |
| 12  | 3  | Nick Heidfeld        | BMW Sauber            | 1:15.596 | 1:15.581 |          | 12         |
| 13  | 7  | Nico Rosberg         | Williams - Toyota     | 1:15.863 | 1:15.633 |          | 13         |
| 14  | 16 | Jenson Button        | Honda                 | 1:15.993 | 1:15.701 |          | 14         |
| 15  | 14 | Sébastien Bourdais   | Toro Rosso - Ferrari  | 1:15.927 | 1:15.858 |          | 15         |
| 16  | 8  | Kazuki Nakajima      | Williams - Toyota     | 1:16.083 |          |          | 16         |
| 17  | 6  | Nelson Piquet Jr.    | Renault               | 1:16.189 |          |          | 17         |
| 18  | 17 | Rubens Barrichello   | Honda                 | 1:16.246 |          |          | 18         |
| 19  | 20 | Adrian Sutil         | Force India - Ferrari | 1:16.657 |          |          | 19         |
| 20  | 21 | Giancarlo Fisichella | Force India - Ferrari | 1:16.963 |          |          | 20         |

## Cursa
| Pos | No | Pilot                | Constructor           | Voltes | Temps / Retirada | Graella | Punts |
| --- | -- | -------------------- | --------------------- | ------ | ---------------- | ------- | ----- |
| 1   | 22 | Lewis Hamilton       | McLaren - Mercedes    | 67     | 1: 31: 20. 874   | 1       | 10    |
| 2   | 6  | Nelson Piquet Jr.    | Renault               | 67     | + 5.586 s        | 17      | 8     |
| 3   | 2  | Felipe Massa         | Ferrari               | 67     | + 9.339 s        | 2       | 6     |
| 4   | 3  | Nick Heidfeld        | BMW Sauber            | 67     | + 9.825 s        | 12      | 5     |
| 5   | 23 | Heikki Kovalainen    | McLaren - Mercedes    | 67     | + 12.411 s       | 3       | 4     |
| 6   | 1  | Kimi Räikkönen       | Ferrari               | 67     | + 14.403 s       | 6       | 3     |
| 7   | 4  | Robert Kubica        | BMW Sauber            | 67     | + 22.682 s       | 7       | 2     |
| 8   | 15 | Sebastian Vettel     | Toro Rosso - Ferrari  | 67     | + 33.299 s       | 9       | 1     |
| 9   | 11 | Jarno Trulli         | Toyota                | 67     | + 37.158 s       | 4       |       |
| 10  | 7  | Nico Rosberg         | Williams - Toyota     | 67     | + 37.625 s       | 13      |       |
| 11  | 5  | Fernando Alonso      | Renault               | 67     | + 38.600 s       | 5       |       |
| 12  | 14 | Sébastien Bourdais   | Toro Rosso - Ferrari  | 67     | + 39.111 s       | 15      |       |
| 13  | 9  | David Coulthard      | Red Bull - Renault    | 67     | + 54.971 s       | 10      |       |
| 14  | 8  | Kazuki Nakajima      | Williams - Toyota     | 67     | + 1:00.003 min.  | 16      |       |
| 15  | 20 | Adrian Sutil         | Force India - Ferrari | 67     | + 1:09.488 min.  | 19      |       |
| 16  | 21 | Giancarlo Fisichella | Force India - Ferrari | 67     | Penalitzat       | 20      |       |
| 17  | 16 | Jenson Button        | Honda                 | 66     | + 1 Volta        | 14      |       |
| Ret | 17 | Rubens Barrichello   | Honda                 | 51     | Col·lisió        | 18      |       |
| Ret | 10 | Mark Webber          | Red Bull - Renault    | 40     | Motor            | 8       |       |
| Ret | 12 | Timo Glock           | Toyota                | 36     | Suspensions      | 11      |       |

## Altres
- Volta ràpida: Nick Heidfeld 1. 15, 987 (Volta 52)

- Pole: Lewis Hamilton 1: 15. 666

- És el podi més jove de la història de la F1.

- És el primer podi per Nelson Piquet Jr.

| Anterior G.P.: Gran Premi de Gran Bretanya del 2008 | FIA 2008 Fórmula 1 Campionat mundial | Següent G.P.: Gran Premi d'Hongria del 2008  |
| Anterior G.P.: Gran Premi d'Alemanya del 2006       | Gran Premi d'Alemanya                | Següent G.P.: Gran Premi d'Alemanya del 2009 |